# Cisticole gratte-nuage
Cisticola ayresii
Espèce
Statut de conservation UICN

 LC  : Préoccupation mineure
La Cisticole gratte-nuage (Cisticola ayresii) est une espèce de passereaux de la famille des Cisticolidae.
Son épithète spécifique est attribué à l'ornithologue sud-africain Thomas Ayres (en) (1828-1913).

## Répartition et sous-espèces
Son aire s'étend à travers l'afromontane.
Selon la classification de référence du Congrès ornithologique international (15.1, 2025) elle se répartit en six sous-espèces :
- C. a. gabun Lynes, 1931 — plaine de la Ngounié (Gabon) et Plateaux (R. Congo) ;
- C. a. imatong Cave, 1938 — monts Imatong ;
- C. a. entebbe Lynes, 1930 — forêts d'altitude du rift Albertin ;
- C. a. itombwensis Prigogine, 1957 — monts Itombwe (en) ;
- C. a. mauensis Van Someren, 1922 — ouest du Kenya ;
- C. a. ayresii Hartlaub, 1863 — Tanzanie, Zimbabwe, et Afrique du Sud ;